# پلیمرهای پیوندی
در شیمی پلیمر ، پلیمرهای پیوندی نوعی کوپلیمرهای چند بخشی هستند که زنجیره اصلی آنها شامل یک شاخۀ کامپوزیت خطی و انشعاباتی از کامپوزیت های دیگر با توزیع تصادفی می باشد. تصویر با برچسب "کوپلیمر پیوند" نشان می دهد که چگونه زنجیره های پیوندی گونه B به صورت کووالانسی به گونه پلیمری A متصل می شوند. 
اگرچه زنجیره های جانبی از نظر ساختاری از زنجیره اصلی متمایز هستند، هر یک از زنجیره های پیوندی منفرد می تواند هوموپلیمر یا کوپلیمر باشد. چندین دهه است که پلیمرهای پیوندی سنتز می شوند و به ویژه به عنوان مواد مقاوم در برابر ضربه،  الاستومر ترموپلاستیک (گرمانرم) ، سازگارکننده، یا امولسیفایر  برای تهیه مخلوطی از آلیاژهای پایدار بکار می روند. یک مورد شناخته شده پلیمر پیوندی، پلی استایرن مقاوم در برابر ضربه است که از یک زنجیره اصلی پلی استایرن با زنجیره های پیوندی پلی بوتادین تشکیل شده است.

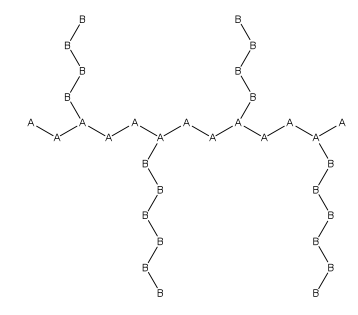
کوپلیمر پیوند از یک زنجیره پلیمری اصلی (A) تشکیل شده است که به صورت کووالانسی به یک یا چند زنجیره جانبی (B) پیوند خورده است.

## مشخصات کلی
کوپلیمرهای پیوندی شامل یک کوپلیمر انشعابی هستند که در آن، اجزای زنجیره جانبی، ساختاری متفاوت از زنجیره اصلی دارند. کوپلیمرهای پیوندی که حاوی تعداد بیشتری زنجیره جانبی هستند، به علت ساختار متراکم و در هم پیچیده، قابل شکل دهی کِرم مانند، با ابعاد مولکولی فشرده و خصوصیات قابل توجهی در انتهای زنجیره هستند. 
چندین دهه روی تهیه کوپلیمرهای پیوندی تحقیق شده است. تمام روش های سنتز را می توان برای ایجاد خواص فیزیکی کلی در کوپلیمر پیوندی استفاده کرد. آنها را می توان برای موادی استفاده کرد که در برابر ضربه مقاوم هستند و اغلب از آنها به عنوان الاستومر ترموپلاستیک، سازگار کننده یا امولسیفایر برای تهیه مخلوط پایدار آلیاژها استفاده می شود.  به طور کلی، روش های پیوند برای سنتز کوپلیمر منجر به موادی می شود که نسبت به هوموپلیمرهای خود، در برابر حرارت بیشتر مقاوم هستند  سه روش سنتز وجود دارد (پیوند زدن به، پیوند زدن از، و پیوند زدن از طریقِ) که برای ساختن پلیمر پیوندی استفاده می شوند. 

## روش های سنتز
روش های مختلفی برای سنتز کوپلیمرهای پیوندی وجود دارد. معمولاً این روش ها تکنیک های پلیمریزاسیون شناخته شده و معمول را به کار می گیرند، مانند پلیمریزاسیون رادیکال انتقال اتم (ATRP)، پلیمریزاسیون متاثزیس حلقه گُشا (ROMP)، پلیمریزاسیون آنیونی و کاتیونی، و پلیمریزاسیون زنده رادیکال آزاد. برخی انواع پلیمریزاسیون های کمتر رایج، شامل پلیمریزاسیون تشعشعی،  پلیمریزاسیون متاثزیس اُلفین حلقه گُشا،  واکنش های چند تراکمی (polycondensation)،  و پلیمریزاسیون اینفرتری می باشد.  

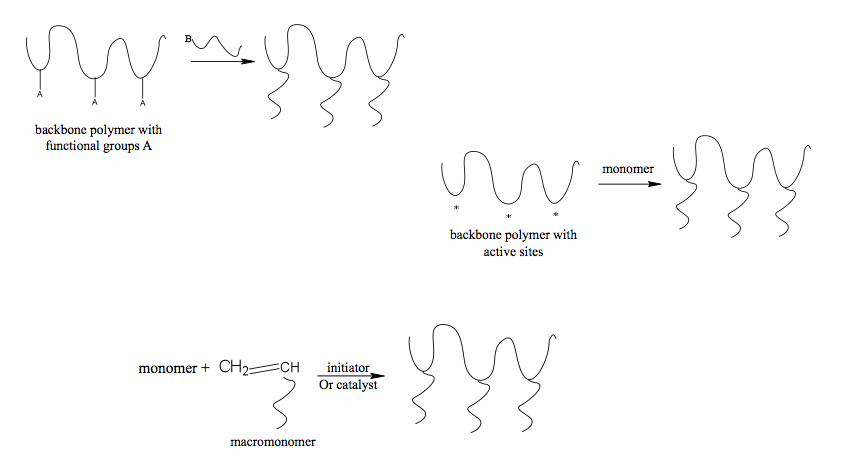
سه روش متداول سنتز: پیوند به (بالا سمت چپ)، پیوند از (وسط سمت راست)، پیوند از طریق (پایین سمت چپ)، و طرح واکنش تعمیم یافته آنها مشخص شده است.

### پیوند زدن به
روش "پیوند زدن به" شامل استفاده از یک زنجیره اصلی با گروه های عاملی A است که به طور تصادفی در طول زنجیره توزیع شده اند.  تشکیل کوپلیمر پیوندی ناشی از واکنش جفت شدن بین زنجیره اصلی عاملی و گروه های انتهاییِ انشعاباتی است که واکنش پذیرند. واکنش جفت شدن، با دگرگونی شیمیایی زنجیره اصلی امکان پذیر می شود.  مکانیسم های واکنش متداول مورد استفاده برای سنتز این کوپلیمرها شامل پلیمریزاسیون رادیکال آزاد، پلیمریزاسیون آنیونی، پلیمریزاسیون رادیکال انتقال اتم، و روش های پلیمریزاسیون زنده هستند.
کوپلیمرهایی که با روش "پیوند زدن به" تهیه می شوند اغلب از تکنیک پلیمریزاسیون آنیونی استفاده می کنند. در این روش، از واکنش جفت شدن گروه های الکتروفیل زنجیره اصلی و نقطه تکثیر یک پلیمر زنده آنیونی استفاده می شود. این روش بدون ایجاد یک پلیمر زنجیره اصلی دارای گروه های واکنش پذیر، ممکن نیست. این روش با ظهور شیمی کلیکی محبوبیت بیشتری پیدا کرده است. یک واکنش شیمیایی پُربازده موسوم به شیمیِ جفت کردن رادیکال نیتروکسیدِ انتقال اتمی، برای پلیمریزاسیون به روش "پیوند زدن به"، بکار می رود.

### پیوند زدن از
در روش "پیوند زدن از"، زنجیره اصلی ماکرومولکولی از نظر شیمیایی دگرگون می شود تا بتوان نقاط فعال با قابلیت شروع عاملی را ایجاد کرد. نقاط شروع را می توان یا با کوپلیمریزاسیون ایجاد کرد، یا طی یک واکنش مابعد پلیمریزاسیون ایجاد نمود، یا اینکه از همان ابتدا بخشی از پلیمر باشند. 
اگر تعداد نقاط فعالی که در امتداد زنجیره اصلی در تشکیل یک انشعاب شرکت می کنند مشخص باشد، آنگاه تعداد زنجیره های پیوند شده به ماکرومولکول را می توان با تعداد نقاط فعال کنترل کرد. حتی اگر تعداد زنجیره های پیوندی قابل کنترل باشد، ممکن است به دلیل اثر ممانعت جنبشی و مکانی، زنجیره پیوندی طول متفاوتی داشته باشد. 
واکنش های "پیوند زدن از" ، با کمک پلی اتیلن ، پلی وینیل کلراید  و پلی ایزوبوتیلن انجام شده است.  تکنیک های مختلف مانند پیوند آن یونی، پیوند کاتیونی، پلیمریزاسیون رادیکال انتقال اتم و پلیمریزاسیون رادیکال آزاد در سنتز به روش "پیوند زدن از" کوپلیمرها، استفاده شده است.
کوپلیمرهای پیوندی که در روش "پیوند زدن از"، استفاده می شوند، اغلب با واکنش ATRP و تکنیک های پیوند آنیونی و کاتیونی سنتز می شوند.

### پیوند زدن از طریق
روش "پیوند زدن از طریقِ"، که همچنین به عنوان روش ماکرومونومر شناخته می شود، یکی از روش های ساده تر سنتز پلیمر پیوندی با زنجیره های جانبی کاملاً مشخص است.  معمولاً یک مونومر با وزن مولکولی کمتر، به کمک رادیکال های آزاد با یک ماکرومونومرِ عاملی شدۀ آکریالت ، کوپلیمریزه می شود. نسبت غلظت مولی مونومر به ماکرومونومر و همچنین رفتار کوپلیمریزاسیونی آنها، تعداد زنجیره هایی که پیوند می شوند را تعیین می کند. 
همانطور که واکنش ادامه می یابد، نسبت غلظت مونومر به ماکرومونومر تغییر کرده و موجب استقرار تصادفی انشعابات و تشکیل کوپلیمر پیوندی با تعداد مختلف انشعابات می شود. این روش امکان می دهد تا انشعابات به طور ناهمگن یا همگن، بر اساس نرخ واکنش گروه عاملی انتهایی با ماکرومولکول، به مونومر افزوده شوند. تفاوت توزیع پیوندها تأثیر قابل توجهی بر خواص فیزیکی کوپلیمر پیوندی دارد.  پلی اتیلن ، پلی سیلوکسان و پلی (اتیلن اکساید) همگی ماکرومونومرهایی هستند که در زنجیره اصلی پلی استایرن یا پلی (متیل آکریالت) ترکیب شده اند.
روش (پیوند زدن از طریق) ماکرومونومر را می توان با استفاده از هر تکنیک پلیمریزاسیون شناخته شده به کار برد. پلیمریزاسیون زنده، امکان کنترل وزن مولکولی، توزیع وزن مولکولی و عاملیت انتهای زنجیره را فراهم می کند.

## کاربردها
کوپلیمرهای پیوندی به دلیل افزایش کاربردها در اموری مانند عوامل دارورسانی، سورفکتانت ها ، تصفیه آب ، اصلاح کننده های رئولوژی، و غیره، به طور گسترده مورد مطالعه قرار گرفته اند.  این به خاطر ساختار منحصر به فرد آنها نسبت به سایر کوپلیمرها مانند کوپلیمرهای تناوبی، دوره ای، آماری و بلوکی می باشد.
برخی از کاربردهای رایج کوپلیمرهای پیوندی عبارتند از:

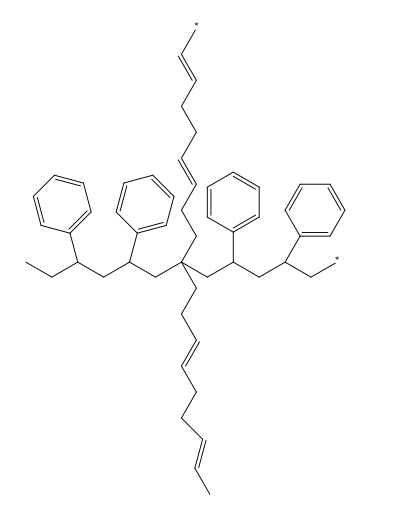
پلی استایرن مقاوم در برابر ضربه (HIPS) شامل زنجیره اصلی پلی استایرن با زنجیره های پلی بوتادین است که از آن در هر جهت منشعب می شوند.

- غشاهای جداسازی گازها یا مایعات [۱۲]
- هیدروژل ها [۱۳]
- دارورسانی  [۱۴]
- الاستومرهای ترموپلاستیک [۱۵]
- سازگار کننده برای مخلوط پلیمری [۱۶]
- امولسیفایرهای پلیمری [۱۷]
- پلاستیک های مقاوم در برابر ضربه

### پلی استایرن مقاوم در برابر ضربه

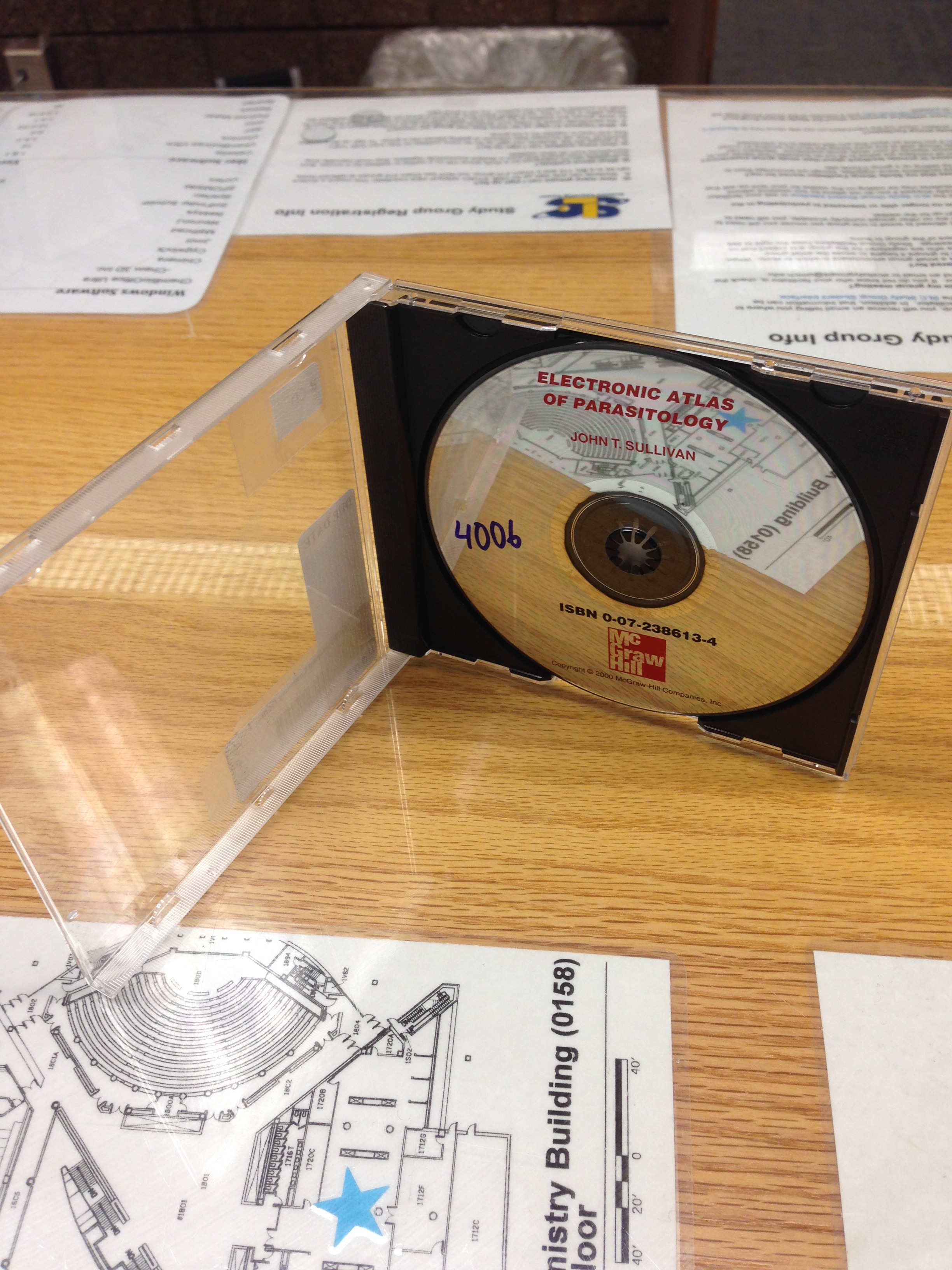
جعبه سی دی ساخته شده از پلی استایرن عمومی (GPPS) و پلی استایرن مقاوم در برابر ضربه در قسمت سیاه (HIPS)

پلی استایرن مقاوم در برابر ضربه (HIPS) توسط چارلز فرایلینگ در سال 1961 کشف شد.  HIPS یک ماده پلاستیکی ارزان با ساخت آسان است و اغلب در کاربرد سازه های کم استحکام، در مواردی که مقاومت در برابر ضربه، قابلیت ماشین کاری و ارزانی مورد نیاز است استفاده می شود. کاربرد اصلی آن شامل تولید پیش نمونۀ ماشینکاری شده، عناصر ساختاری کم استحکام، محفظه ها و پوشش ها می باشد.  برای تهیه پلیمر پیوندی، پلی بوتادین ( لاستیک ) یا هر پلیمر الاستومری مشابه را در استایرن حل کرده و پلیمریزه می کنند. این واکنش امکان دو نوع پلیمریزاسیون همزمان را فراهم می کند، پلیمریزاسیون استایرن به پلی استایرن و پلیمریزاسیون پیوندی استایرن- لاستیک.   در کاربردهای تجاری، می توان آن را با کوپلیمریزاسیون پیوندی همراه پلیمر های اضافی تهیه کرد تا ویژگی های خاصی به محصول بدهد.
مزایای HIPS عبارتند از: 
- سازگاری با مقررات FDA
- مقاومت خوب در برابر ضربه
- قابلیت ماشینکاری عالی
- ثبات ابعادی مناسب
- رنگ آمیزی و چسباندن آسان
- کم هزینه
- کیفیت عالی از لحاظ زیبایی شناسی

### خواص جدید حاصل از عمل پیوند زدن
با پیوند پلیمر روی زنجیره اصلی پلیمری، کوپلیمر پیوندی نهایی خواص جدیدی نسبت به پلیمر مادر خود کسب می کند. به طور خاص، کوپلیمرهای پیوندی سلولز کاربردهای مختلفی دارند که به ساختار پلیمر پیوند شده به سلولز بستگی دارد.  
برخی از مشخصات جدیدی که سلولز از مونومرها ی مختلف پیوند شده به آن کسب می کند عبارتند از:
- جذب آب
- بهبود الاستیسیته
- خاصیت آب دوستی / آب گریزی
- تبادل یونی
- قابلیت جذب رنگدانه [۲۰]
- مقاومت در برابر حرارت
- حساسیت به حرارت [۲۱]
- حساسیت به pH [۲۲]
- خاصیت ضد باکتری [۲۳]

این خواص، کاربردهای جدیدی برای پلیمرهای سلولزی پیوند نشده پدید می آورد، از جمله:
- مواد جاذب مایعات بدن در پزشکی [۲۴]
- افزایش توان جذب رطوبت در پارچه [۲۵]
- غشاء با نفوذ پذیری انتخابی [۲۶]
- خواص هسته زایی قوی تر از سلولز پیوند نشده، و جذب آلاینده های خطرناک مانند یون فلزات سنگین یا رنگدانه محلول های آبی، بر اساس جذب سطحی مبتنی بر نوسان دما
- حسگرها و مواد دارای کاربردهای انتشار نور [۲۷]
- عوامل احیا کننده برای انواع ترکیبات کربونیل [۲۸]